# (17181) 1999 UM3
(17181) 1999 UM3 est un astéroïde Apollon découvert en 1999.

## Description
(17181) 1999 UM3 a été découvert le 19 octobre 1999 à l'observatoire Magdalena Ridge, situé dans le comté de Socorro, au Nouveau-Mexique (États-Unis), par le projet Lincoln Near-Earth Asteroid Research (LINEAR).

### Caractéristiques orbitales
L'orbite de cet astéroïde est caractérisée par un demi-grand axe de 2,37 UA, un périhélie de 0,78 UA, une excentricité de 0,67 et une inclinaison de 10,65° par rapport à l'écliptique. Du fait de ces caractéristiques, à savoir un demi-grand axe supérieur à 1 UA et un périhélie inférieur à 1,017 UA, il est classé comme astéroïde Apollon.

### Caractéristiques physiques
(17181) 1999 UM3 a une magnitude absolue (H) de 16,3 et un albédo estimé à 0,176.